# Pheidole roberti
Pheidole roberti är en myrart som beskrevs av Auguste-Henri Forel 1902. Pheidole roberti ingår i släktet Pheidole och familjen myror. Inga underarter finns listade i Catalogue of Life.